# Whiteville (North Carolina)
Whiteville is een plaats (city) in de Amerikaanse staat North Carolina, en valt bestuurlijk gezien onder Columbus County.

## Demografie
Bij de volkstelling in 2000 werd het aantal inwoners vastgesteld op 5148.
In 2006 is het aantal inwoners door het United States Census Bureau geschat op 5235, een stijging van 87 (1,7%).

## Geografie
Volgens het United States Census Bureau beslaat de plaats een oppervlakte van
13,9 km², geheel bestaande uit land. Whiteville ligt op ongeveer 18 m boven zeeniveau.

## Plaatsen in de nabije omgeving
De onderstaande figuur toont nabijgelegen plaatsen in een straal van 24 km rond Whiteville.

## Geboren
- Jane McNeill (1966), actrice